# Herb gminy Domaszowice

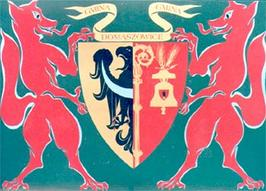
Herb gminy w latach 1996-2024 w wersji wielkiej

Herb gminy Domaszowice – jeden z symboli gminy Domaszowice, którego aktualna wersja, opracowana przez Kamila Wójcikowskiego i Roberta Fidurę, ustanowiona została 26 listopada 2024.

## Wygląd
Herb przedstawia w polu błękitnym na podstawie złotej pomiędzy dwiema  takimiż jodłami skaczącego jelenia srebrny z porożem złotym, nad którym trzy kule złote w pas.

## Symbolika
Godło herbowe nawiązuje do pieczęci gminnej Domaszowic z XVIII wieku.

## Historia
W latach 1996-2024 używany był inny herb, który wyobrażał na tarczy dzielonej w słup w polu lewym czerwonym złoty pastorał i złoty dzwon z herbem Topacz Kotulińskich zawieszony na kłosach zboża. Zwrot pastorału zaczerpnięty został z pieczęci gminnej Wielołęki. Pastorał widniał także na pieczęciach Dziedzic i Strzelec. Dzwon upamiętnia fundację Kotulińskich dla kościoła w Gręboszowie. W polu prawym na złotym tle pół orła dolnośląskiego. Herb wielki gminy podtrzymywany jest przez dwa czerwone lisy, trzymające również w łapach złotą wstęgę z czerwonym napisem „GMINA DOMASZOWICE”. Motyw lisa pochodzi z pieczęci gminnej Strzelec.
Herb używany w latach 1996-2024 zakwestionowała w 2020 roku Komisja Heraldyczna. Wskazano m.in., że godło książęce (orzeł) nie powinno znaleźć się w herbie gminy wiejskiej. Podważono też motyw dzwona, kłosów i pastorału. Wskazano, że umieszczenie herbu na dzwonie powoduje, że jest on zupełnie nieczytelny. Zalecono rezygnację z tarczy starofrancuskiej. Zwrócono też uwagę na brak konturowania godeł.